# محمد كمال الدين إمام
محمد كمال الدين إمام (1946 - 2020) فقيه وأكاديمي وإعلامي مصري، شغل منصب رئيس قسم الشريعة الإسلامية بكلية الحقوق جامعة الإسكندرية.

## سيرته
ولد في إسنا في 2 أبريل 1946، حصل على ليسانس الحقوق في يناير 1969 من جامعة الإسكندرية، ثم حصل على دبلوم الدراسات العليا في الشريعة الإسلامية 1973 بتقدير جيد من جامعة الإسكندرية، ودبلوم الدراسات العليا في القانون العام 1976 بتقدير مقبول من جامعة عين شمس، ثم نال درجة الدكتوراة في الحقوق 1982 بتقدير جيد جدا مع مرتبة الشرف من جامعة الإسكندرية.

## الحياة العملية
- عمل أستاذًا ورئيسًا لقسم الشريعة بكلية الحقوق جامعة الإسكندرية.
- ترأس قسم الشريعة بجامعة المنيا.
- كان أستاذًا مشاركًا بجامعة الإمام محمد بن سعود الإسلامية بالرياض على مدى عامين وعضو اللجنة القومية للإصلاح التشريعي.
- عمل في الإذاعة المصرية إلى أن وصل إلى منصب كبير المذيعين بإذاعة القرآن الكريم ومديرًا للتنفيذ بها.
- عمل مديرًا لتحرير مجلة (المسلم المعاصر) على مدى 20 عاما.
- شارك في مؤتمر القمة العالمي لحوار الأديان في نيويورك.
- شارك في الدورتين الأولى والثانية من المؤتمر الدولي للفقه والقانون في إيران.[3]
- شارك في الهيئة الاستشارية لـ مجلة الفقه المقارن.[4]

## من مؤلفاته
- الوصايا والأوقاف: مقاصد وقواعد،
- أصول الحسبة في الإسلام: دراسة تأصيلية مقارنة،
- مقدمة لدراسة الفقه الإسلامي،
- أصول الفقه الإسلامي،
- النظرة الإسلامية للإعلام: محاولة منهجية،
- أحكام الأسرة في الإسلام،
- تنظير القوة: دراسة في فقه العلاقات الدولة،
- الإنسان والدولة: دراسة في فقه تنظيم السياسة،
- الدليل الإرشادي إلى مقاصد الشريعة الإسلامية،

## وفاته
توفي في 8 أكتوبر 2020، ونعاه مفتي الديار المصرية والأزهر الشريف، وشريحة واسعة من العلماء والأكاديمين والإعلاميين وطلابه.